# Теорема Маркова — Какутани о неподвижной точке
Теорема Маркова — Какутани о неподвижной точке гарантирует существование неподвижной точки для действия комутативной группы на выпуклом компактном множестве.
Названа в честь Андрея Андреевича Маркова и Сидзуо Какутани.

## Формулировка
Коммутирующее семейство непрерывных аффинных отображений компактного выпуклого подмножества в локально выпуклом топологическом векторном пространстве имеет общую неподвижную точку.

## Вариации и обобщения
- Утверждение теоремы остаётся верным для действий аменабельных групп.
  - Более того оно является характеристическим свойством аменабельных групп.